# King Midas
King Midas (с англ. — «Царь Мидас») — макси-сингл шведской поп-группы Army of Lovers, вышедший в 1996 году.

## Песня
Название и содержание песни King Midas отсылает к легенде о фригийском царе Мидасе, получившем дар превращения вещей, которых он касался, в золото. В тексте песни речь идёт об азартной игре, а аллегорией прикосновения Мидаса является выигрыш крупной суммы в казино. Каждый припев заканчивается словами: «I’m going down, down, down to Vegas» (рус. Я еду, еду, еду в Лас-Вегас).
Согласно информации в буклете к синглу, из основного состава группы песню исполнили Жан-Пьер Барда и Доминика Печински. В исполнении припева, кроме основных участников, были задействованы ещё пятеро бэк-вокалистов.
Песня King Midas вошла в трек-лист американского издания компиляционного альбома Les Greatest Hits. В первой версии сборника, изданной в 1995 году в странах Европы, на её месте находилась композиция Stand up for myself. Песня имела большой успех в танцевальных чартах США.

## Список композиций
За исключением самой песни, в издание макси-сингла вошли два её ремикса, а также обработанная на латинский манер версия песни Sexual Revolution.
- King Midas (Radio Edit) (3:57)
- Sexual Revolution (Latin Radio Edit) (3:58)
- King Midas (Manhattan Massacre Mix) (6:04)
- King Midas (Bass Nation’s 4 Seasons Mix) (6:10)

## Участники записи

### King Midas (Radio Edit)
Гитара: Чак Энтони

Вокал: Жан-Пьер Барда, Доминика Печински

Микширование: Amadin

Бэк-вокал: Эрика Эссен-Мёллер, Лиллинг Пальмеклинт, Малин Бэкстрём, Магнус Рогнедаль, Макс Мартин

Продюсеры: Александр Бард, Йонас Йокер Берггрен
Вокал: Жан-Пьер Барда, Доминика Печински

Микширование: Denniz PoP, Макс Мартин

Бэк-вокал: 69 Caruso, The, Эрика Эссен-Мёллер, Лиллинг Пальмеклинт, Малин Бэкстрём, Рикард Эвенлинд

Благодарность: Аннетт Линдвалль, Джованна Брагацци

Продюсеры: Александр Бард, Андерс Вольбек, Пер Адебратт

### King Midas (Manhattan Massacre Mix)
Микширование: Amadin

### King Midas (Bass Nation’s 4 Seasons Mix)
Микширование: Bass Nation

## Обложка
На обложке издания сингла на розовом фоне были размещены четыре фрагмента из фотосессии к клипу King Midas, срежиссированном и снятом Фредериком Боклундом. На каждом фрагменте изображён один из четырёх участников группы, совершающий те или иные манипуляции с унитазом. Так, Александр Бард, Ла Камилла и Доминика сидят на унитазе в различных позах, а Жан-Пьер Барда — стоит перед ним на коленях, скрестив руки на груди. На переднем плане находятся выделенные зелёным цветом розовые буквы, слкадывающиеся в названия группы и сингла. Дизайн обложки был разработан Франсом Хэлльквистом.